# Synagoga Chóralna w Mińsku
Synagoga Chóralna w Mińsku – synagoga znajdująca się w Mińsku przy ulicy Sierzpuchowskiej 5 (ros. Sierpuchowskaja), obecnie Wołodarskiego.

## Historia
Synagoga została zbudowana na przełomie XIX i XX wieku z inicjatywy mińskiego lekarza Jozefa Łunca. Uroczystego otwarcia dokonano w 1906. Działała do 1921, po czym została w 1923 przekształcona w klub robotniczy, następnie przejściowo w dom kultury mińskiego sekretariatu CKW im. Michaiła Frunzego. W 1926 przekształcona w kinoteatr "Kultura" będący agendą "Biełgoskina". W "Kulturze" mogło się pomieścić nawet 1200 widzów, była jedną z największych sal kinowych w ZSRR. W związku z otwarciem kina 25 grudnia 1926 w budynku miała miejsce premiera pierwszego filmu fabularnego w języku białoruskim pt. "Liasnaja byl" (Лесная быль) w reżyserii Jurija Tarycza. Podczas wieczorków literackich przebywał tu m.in. Władimir Majakowski.
Od 8 do 15 maja 1929 w kinoteatrze odbył się IX Wszechbiałoruski Zjazd Delegatów Robotniczych, Żołnierskich i Chłopskich, podczas którego przyjęto pierwszy plan pięcioletni Białoruskiej SRR.
W 1930 dawną synagogę przekazano Teatrowi Żydowskiemu. Podczas okupacji niemieckiej (1941–1944) gmach był zamknięty, a po wojnie do 1948 znów funkcjonował w nim Teatr Żydowski. W latach 50. XX wieku synagoga została przebudowana według projektu M. Bakłonowa, tracąc swój oryginalny wygląd – mauretańską fasadę zastąpiono sześciokolumnowym portykiem. Jedynie elewacje boczne oraz ściana boczna zachowały oryginalne zdobienia i układ okien. Obecnie w synagodze znajduje się Rosyjski Teatr Dramatyczny.

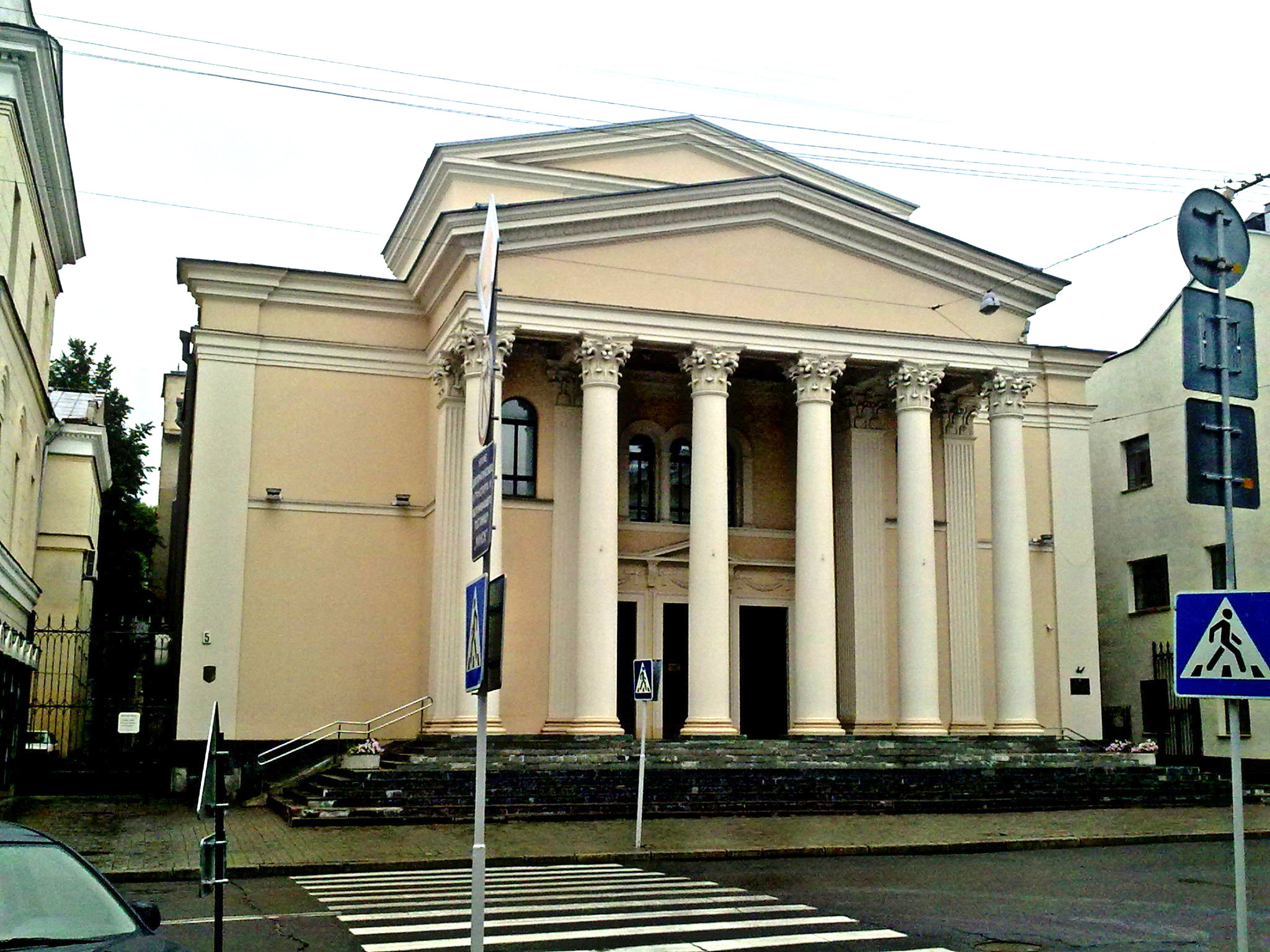
Obecny wygląd budynku